# 小林祥一
小林 祥一（こばやし しょういち、1950年 - ）は、日本の地球科学者。岡山理科大学名誉教授。工学博士（東京大学）。専門は鉱物学。
各地のロジン岩の研究過程で、岡山県大佐山からヒスイ輝石岩とともにストロナルス石を発見･記載した。これは、ヒスイ輝石岩からストロンチウムを含む鉱物の初めての発見となった。その後、新潟県糸魚川・青海地方、鳥取県若桜、ミャンマーなどのヒスイ輝石岩からもストロンチウム鉱物が次々と記載され、ストロンチウム鉱物がヒスイ輝石岩生成の手がかりの一つとして注目されるようになった。
また、武田石、パラシベリア石、沼野石、大阪石、島崎石といった新鉱物の発見にも貢献している。
1998年、それまでの記載鉱物学的な研究業績に対して、日本鉱物学会から櫻井賞奨励賞（第1号）を受賞した。